# Grande contraction
La Grande contraction désigne la contraction majeure de la masse monétaire des États-Unis après le krach de 1929. La Grande Dépression est imputée à cette chute de la masse monétaire, qui contraignent les capacités de consommation et d'investissement des agents économiques.

## Concept
Dans Une histoire monétaire des États-Unis, 1867-1960 et dans The Great Contration, Milton Friedman et Anna Schwartz développent une explication de la Grande Dépression à partir de la politique monétaire de la Réserve fédérale et de l'évolution de la masse monétaire. La crise aurait été provoquée et perpétuée par une politique monétaire inadéquate.
La Réserve fédérale des États-Unis a mis en place, à partir de 1928 et plus après, une politique monétaire restrictive : elle a augmenté ses taux directeurs, et fait chuter la masse monétaire. Cette masse monétaire est devenue inadéquate par rapport à la demande de monnaie exprimée par les agents économiques. Cette politique entraîne une pénurie de crédits.
Friedman et Schwartz soutiennent que la Fed aurait au contraire dû pratiquer une politique monétaire expansionniste, c'est-à-dire fournir des liquidités au système bancaire. La hausse du taux directeur par la Fed a renchéri le crédit, forçant les spéculateurs boursiers à retirer leur épargne. Cela a entraîné la faillite de près de 5 000 banques aux États-Unis. Or, comme les crédits font les dépôts, l'insuffisance de l'offre de monnaie commandée par la Fed peut pousser les déposants à réduire davantage leurs placements auprès des banques de dépôt.
La crise aurait été perpétuée par des erreurs successives. En octobre 1931, la Fed a augmenté le rediscount rate (taux de réescompte) de 1,5% à 3,5% en deux semaines, au moment où les faillites bancaires se multipliaient : la masse monétaire a chuté de 14%. En juillet 1936 et janvier 1937, la Fed a annoncé un doublement des reserve requirements (les montants que les banques doivent déposer auprès de la banque centrale), ce qui s'est traduit par un déclin de 3% de la masse monétaire. On observe après la contraction de 1931 une chute de la production industrielle de 24%, et en 1937, de 34%.

## Postérité
La thèse de la grande contraction comme responsable de la Grande Dépression est aujourd'hui communément admise par les économistes, quoique les recherches postérieures montrent la multiplicité des facteurs causant et accentuant la crise.
La Réserve fédérale américaine a tenu l'explication de Friedman et Schwartz comme crédible. Alan Greenspan puis Ben Bernanke ont ainsi mis les leçons de ces deux auteurs en application, au cours de leur présidence de la Fed, et ce à chaque crise américaine depuis le krach d'octobre 1987. Beaucoup d'auteurs comme Ben Bernanke, qui fait sa thèse universitaire sur ce thème, considèrent que la Fed aurait dû alimenter massivement les banques en monnaie banque centrale (monnaie fiduciaire) au lieu de maintenir la ligne de conduite orthodoxe qui proposait moins de laxisme plutôt qu'une inondation de crédits. Dans ces situations la banque centrale se convertit en prêteur en dernier ressort. Mais cette pratique présente le défaut de créer de l'aléa moral ou risque moral (moral hazard, en anglais) chez les banques victimes de la crise sauvées en les déresponsabilisant.